# Ludwig Radermacher
Martin Ludwig Radermacher (* 31. Oktober 1867 in Siegburg; † 28. Juni 1952 in Wien) war ein deutsch-österreichischer Klassischer Philologe, der als Professor an den Universitäten Greifswald (1903–1906), Münster (1906–1909) und Wien (1909–1938) wirkte.

## Leben
Ludwig Radermacher war Sohn von Peter Radermacher, Lehrer am Lehrerseminar, und von Katharina (geborene Mohr) und katholischer Konfession. Nach dem Besuch des Progymnasiums in Siegburg (1877–1884) ging Radermacher an das Apostelgymnasium in Köln. Nach der Reifeprüfung 1886 studierte er an der Universität Bonn zunächst Medizin, dann Klassische Philologie und Germanistik. Er wurde Mitglied des Philologischen Vereins Bonn im Naumburger Kartellverband. Zu seinen einflussreichsten Lehrern gehörten der Germanist Wilhelm Wilmanns und die Vertreter der Bonner Schule der Klassischen Philologie, Franz Bücheler und Hermann Usener. Daneben wurde Radermacher von den Schriften des Heidelberger Altphilologen Erwin Rohde geprägt. 1891 wurde Radermacher mit der Dissertation Observationes in Euripidem miscellae promoviert. Ein Jahr später absolvierte er das Staatsexamen für das höhere Lehramt.
Nach dem Studium unterrichtete Radermacher zunächst als Gymnasiallehrer in Prüm. Schon als Student hatte ihn Hermann Usener zu seinem Editionsvorhaben der kleinen Schriften des Dionysios von Halikarnassos herangezogen. 1895 kehrte Radermacher als Assistent an die Universität Bonn zurück und habilitierte sich hier 1897. Nachdem er einen Ruf an die Universität Czernowitz abgelehnt hatte, ging er zum Sommersemester 1903 als außerordentlicher Professor an die Universität Greifswald. Hier trat er mit dem Althistoriker Otto Seeck in Kontakt, dessen Tochter Louise Ottilie er 1904 heiratete. Im Herbst 1906 zog Radermacher mit seiner Familie nach Münster, wo er eine außerordentliche Professor an der Universität antrat. Seine Lebensstellung erhielt er 1909 an der Universität Wien, wo er als Nachfolger von Theodor Gomperz ordentlicher Professor für Klassische Philologie wurde.
In Wien wirkte Radermacher bis an sein Lebensende. Er wurde 1914 als korrespondierendes, 1915 als wirkliches Mitglied in die Akademie der Wissenschaften aufgenommen, bei der er von 1918 bis 1929 als Sekretär und von 1929 bis 1933 als Generalsekretär wirkte. Zu seinen Kollegen am Philologischen Seminar gehörten Hans von Arnim, Edmund Hauler, Heinrich Schenkl, Karl Mras und Johannes Mewaldt. Ende September 1936 wurde Radermacher im Alter von 69 Jahren in den Ruhestand versetzt, obwohl er das Emeritierungsalter noch nicht erreicht hatte. Seine Stelle wurde aus finanziellen Gründen gestrichen. Noch zwei Semester lehrte Radermacher als Honorarprofessor weiter und zog sich dann ins Privatleben zurück. In den letzten Jahren seines Lebens widmete er sich ganz seiner Forschungsarbeit.
Wie es der Ausrichtung der Bonner Schule entsprach, arbeitete Radermacher auf Grundlage der Textkritik. Er schuf grundlegende Ausgaben der Rhetoriker Dionysios von Halikarnassos, Demetrios von Phaleron und Quintilian. Mit profunder Sprachkenntnis im Griechischen und Lateinischen lieferte er erklärende Beiträge zur antiken Dichtung und verfasste Schriften zur griechischen Volkssprache und zur Koine, die bis heute genutzt werden. Seine parallelen Betrachtungen von antiken Mythen und christlicher Legende (in Verbindung mit der Volkskunde) war richtungsweisend für die Mythenforschung des 20. Jahrhunderts. Er wurde auf dem Friedhof der Feuerhalle Simmering bestattet (Abt. 3, Ring 1, Gruppe 2, Nr. 44). Das Grab ist bereits aufgelassen.
Radermachers Verdienste wurden mit der Ehrendoktorwürde der Universität Glasgow (Dr. of Laws 1932) und der Universität Athen (Dr. phil. 1937) ausgezeichnet. Seit 1938 war er korrespondierendes Mitglied der British Academy.